# Michel Truog
Michel Truog (* 11. Januar 1992) ist ein Schweizer Popsänger. Er nahm von Sommer 2017 bis Mai 2018 an der 15. Staffel der RTL-Castingshow Deutschland sucht den Superstar teil und erreichte den zweiten Platz.

## Werdegang
Truog stammt aus Neftenbach im Kanton Zürich. Er absolvierte eine Ausbildung zum Maurer. 2013 nahm er zum ersten Mal an den Castings für Deutschland sucht den Superstar teil, schied aber bereits in den Castings aus.
2018 erhielt er im Casting für seine Interpretation der Single Quit Playing Games von den Backstreet Boys von Dieter Bohlen die „Goldene CD“. In der Folge erreichte er direkt den Südafrika-Recall und anschließend das Finale des Wettbewerbs, wo er sich der Siegerin Marie Wegener geschlagen geben musste.
Mit seinem Finalsong Und sie rennt belegte er in den Deutschen Singlecharts Platz 72. In den Schweizer Charts stieg er auf Platz 18 ein.
Im Jahr 2019 gründete er mit den ehemaligen DSDS-Kandidaten Mario Turtak und Santo Rotolo die Boyband Recognize. Zusammen veröffentlichten sie die Songs Sin duda, Felgen aus Platin und Skyline.

## Diskografie

### Singles
| Jahr | Titel Album     | Höchstplatzierung, Gesamtwochen, AuszeichnungChartplatzierungen (Jahr, Titel, Album, Platzierungen, Wochen, Auszeichnungen, Anmerkungen) | Höchstplatzierung, Gesamtwochen, AuszeichnungChartplatzierungen (Jahr, Titel, Album, Platzierungen, Wochen, Auszeichnungen, Anmerkungen) | Höchstplatzierung, Gesamtwochen, AuszeichnungChartplatzierungen (Jahr, Titel, Album, Platzierungen, Wochen, Auszeichnungen, Anmerkungen) | Anmerkungen                       |
| Jahr | Titel Album     | DE | AT | CH | Anmerkungen                       |
| ---- | --------------- | --- | --- | --- | --------------------------------- |
| 2018 | Und sie rennt – | DE72 (1 Wo.)DE | — | CH18 (1 Wo.)CH | Erstveröffentlichung: 5. Mai 2018 |

Weitere Singles
- 2018: Fireflies (mit Mike Candys)
- 2021: Ich vermisse dich (mit Alpa Gun)